# Fuego verde (serie de televisión)
Fuego verde es una serie de televisión colombiana  creada por  RTI Televisión  grabada en Colombia en el año 1996. Fue escrita por el periodista norteamericano Thomas Quinn † y el escritor Benjamin "Ben" Odell, quienes según fuentes de la programadora, hicieron todo un trabajo investigativo alrededor para relatar la vida e historias de los señores esmeralderos y campesinos del altiplano cundiboyacense, región en donde se encuentran yacimientos de esmeraldas, así como también la vida cotidiana y el ambiente de la zona esmeraldifera, con todos sus riesgos, intrigas y conflictos.
Como tal, la obra no tuvo una buena recepción entre los habitantes del altiplano del occidente de Boyacá donde se realizaron las grabaciones, sin embargo la misma reportó buena sintonía en su momento de transmisión.

## Sinopsis
George Martin es un director de cine estadounidense que llega a la zona esmeraldifera de Boyacá junto con su pareja Jane para hacer una película sobre las minas de esmeralda y de la vida de las personas en la zona en un momento donde los principales zares esmeralderos de la región Enrique Castañeda y Modesto Eugenio Buenaventura acuerdan un tratado de paz que pone fin a años de guerras con el control de las minas. Sin embargo, un día antes de firmarse el acuerdo, Jean y George se encuentran bebiendo en una cantina y Jean le da escopolamina a George para que este bajo el efecto del alucinógeno asesine a Eugenio Buenaventura. Después del asesinato, Enrique Castañeda rompe el acuerdo de paz y empieza una persecución contra George Martin por toda la región con el fin de hacerlo pagar por el crimen, el cual volvió a reanudar la guerra ya que la familia Buenaventura acusó a los Castañeda de asesinar al patriarca para propagar la guerra. Debido a esto George como fugitivo y con la ayuda de María Victoria, deberá demostrar su inocencia, capturar a Jean para que diga la verdad y recuperar a Jane quien fue retenida por los Castañeda mientras son testigos de diversas situaciones y realidades de la región donde también se habla del fuego verde. Sin embargo la situación es muy complicada ya que además de las autoridades, también lo persiguen los hombres de Castañeda, los hombres de Buenaventura y Tribilín, un hombre que buscará obtener la recompensa por su captura.

## Reparto
- Roberto Escobar - George Martin
- Isabella Santodomingo - María Victoria
- Carlos Benjumea - Enrique Castañeda (El zar de las esmeraldas)
- Birgit Bofarull - Jane Rosenthal
- Álvaro Rodríguez - Tribilin
- Paola Andrea Rey - Graciela
- Manuel Cabral - Jean Clark
- Héctor Ulloa † - Eugenio
- Hernando Casanova - Tito
- Antonio Riaño Riaño - Chente
- Morella Zuleta
- Julio del Mar
- Fernando Arévalo
- Luis Fernando Salas - Edilberto
- Felipe Calero
- Valentina Lopez
- Gustavo Angarita jr
- Diana Sanders
- Maurizio Konde
- Hugo Meneses
- Rodrigo Marulanda
- Maria Alejandra Pinzon
- Antonio Puentes
- Diedra Orhant
- Talú Quintero
- Víctor Rodríguez
- Tanya De Roberto
- Pierangeli Llinas
- Toto Vega
- Lida Cardona
- Gilberto Ramírez
- Eleazar Osorio
- Carmenza González
- Claude Pimont
- Andrea Quejuán